# 烏江駅
烏江駅（からすええき）は、岐阜県養老郡養老町烏江にある、養老鉄道養老線の駅。養老線唯一の高架駅である。

## 歴史

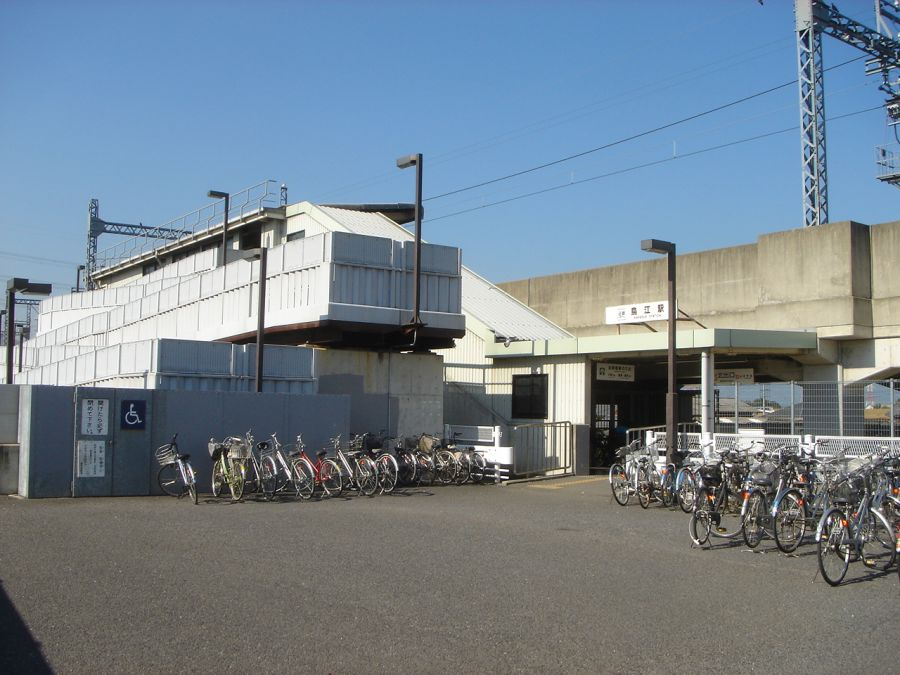
近鉄時代の駅（2005年11月）

- 1915年（大正4年）1月1日：養老鉄道（旧）の駅として開業[2]。
- 1922年（大正11年）6月13日：養老鉄道（旧）が揖斐川の電源開発を行う揖斐川電気（イビデンの前身）と合併し、同社の駅となる。
- 1928年（昭和3年）4月6日：揖斐川電気の鉄道事業が養老電気鉄道として分離され、同社の駅となる。
- 1929年（昭和4年）10月1日：伊勢電気鉄道が養老電気鉄道を合併し同社の養老線とする。
- 1936年（昭和11年）5月20日：伊勢電気鉄道が養老線を分離、養老電鉄の駅となる。
- 1940年（昭和15年）8月1日：参宮急行電鉄が養老電鉄を合併、同社の駅となる。
- 1941年（昭和16年）3月15日：大阪電気軌道が参宮急行電鉄を合併し関西急行鉄道となり、同社の駅となる。
- 1944年（昭和19年）6月1日：関西急行鉄道が南海鉄道と合併し近畿日本鉄道となり、同社の駅となる。
- 1997年（平成9年）10月4日：高架化により北側に10メートルほど移転、同時に無人化。
- 2007年（平成19年）10月1日：近畿日本鉄道が養老線を経営分離、養老鉄道（新）養老線の駅となる。

## 駅構造

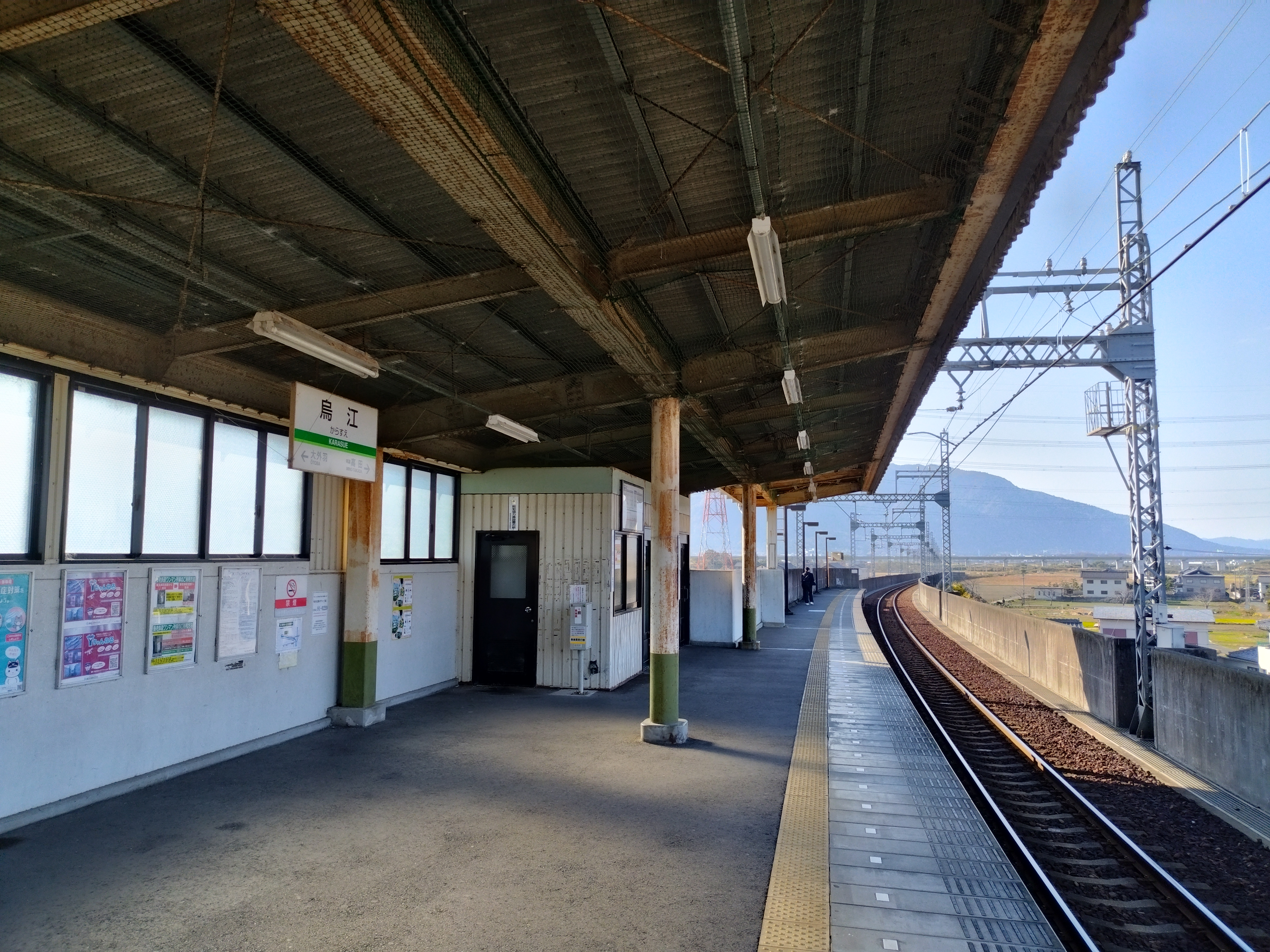
ホーム

単式ホーム1面1線を持ち、列車同士の行き違いができない高架駅。高架上にホームがあり、そのホームから東西に階段が下りている。無人駅である。便所は高架下にあり、男女別の水洗式。
高架化は1997年（平成9年）10月である。当駅の大外羽駅よりにある揖斐川支流の牧田川および杭瀬川の改修工事に伴い、この駅の前後の路線が高架化されたため行われた。この路線の高架化によって美濃高田駅と大外羽駅との間では一部路盤が移動されたため、この駅も10メートルほど北に移動した。当駅前後はコンクリート枕木化、さらに直線区間はロングレール化されている。養老線のロングレールはこの区間のみ。
高架化前の烏江駅も単式ホーム1面1線の構造を持っていたが、盛り土上に位置する地上駅であった。単式ホームの大外羽駅方の端には古くからの木造で妻面に出入り口のある駅舎があり、駅員（近畿日本鉄道社員）も配置された直営駅であった。
この駅の無人化は高架化と同時の1997年（平成9年）10月で、この駅に改札口などが無いのはそのためである。
養老線では1998年（平成10年）7月25日から日中など一部の時間に限り自転車の車内への持込が可能なサイクリング列車が運行されているが、当初はこの駅は高架駅であるためこの駅からの自転車の持ち込みができなかった。しかしながらその後しばらくして当駅の南側とホームを結ぶスロープが完成したため、自転車の持ち込みはこの駅からも可能になった。

## 利用状況
烏江駅の利用状況の変遷を下表に示す。
- 輸送実績（乗車人員）の単位は人であり、年度での総計値を示す。年度間の比較に適したデータである。
- 乗降人員調査結果は任意の1日における値（単位：人）である。調査日の天候・行事等の要因によって変動が大きいので年度間の比較には注意を要する。
- 表中、最高値を赤色で、最高値を記録した年度以降の最低値を青色で、最高値を記録した年度以前の最低値を緑色で表記している。

| 年度別利用状況（烏江駅） | 年度別利用状況（烏江駅）             | 年度別利用状況（烏江駅）             | 年度別利用状況（烏江駅）             | 年度別利用状況（烏江駅）             | 年度別利用状況（烏江駅） | 年度別利用状況（烏江駅） | 年度別利用状況（烏江駅） |
| 年度                     | 当駅分輸送実績（乗車人員）：人／年度 | 当駅分輸送実績（乗車人員）：人／年度 | 当駅分輸送実績（乗車人員）：人／年度 | 当駅分輸送実績（乗車人員）：人／年度 | 乗降人員調査結果 人／日  | 乗降人員調査結果 人／日  | 特記事項                 |
| ------------------------ | ------------------------------------ | ------------------------------------ | ------------------------------------ | ------------------------------------ | ------------------------ | ------------------------ | ------------------------ |
| 年度                     | 通勤定期                             | 通学定期                             | 定期外                               | 合 計                                | 調査日                   | 調査結果                 | 特記事項                 |
| 1956年（昭和31年）       |                                      | ←←←←                                 |                                      | 338,245                              |                          |                          |                          |
| 1957年（昭和32年）       |                                      | ←←←←                                 |                                      | 335,617                              |                          |                          |                          |
| 1958年（昭和33年）       |                                      | ←←←←                                 |                                      | 358,611                              |                          |                          |                          |
| 1959年（昭和34年）       |                                      | ←←←←                                 |                                      | 373,607                              |                          |                          |                          |
| 1960年（昭和35年）       |                                      | ←←←←                                 |                                      | 407,049                              |                          |                          |                          |
| 1961年（昭和36年）       |                                      | ←←←←                                 |                                      | 421,230                              |                          |                          |                          |
| 1962年（昭和37年）       |                                      | ←←←←                                 |                                      | 451,970                              |                          |                          |                          |
| 1963年（昭和38年）       |                                      | ←←←←                                 |                                      | 453,080                              |                          |                          |                          |
| 1964年（昭和39年）       |                                      | ←←←←                                 |                                      | 447,155                              |                          |                          |                          |
| 1965年（昭和40年）       |                                      | ←←←←                                 |                                      | 443,443                              |                          |                          |                          |
| 1966年（昭和41年）       |                                      | ←←←←                                 |                                      | 435,017                              |                          |                          |                          |
| 1967年（昭和42年）       |                                      | ←←←←                                 |                                      | 391,643                              |                          |                          |                          |
| 1968年（昭和43年）       |                                      | ←←←←                                 |                                      | 357,957                              |                          |                          |                          |
| 1969年（昭和44年）       |                                      | ←←←←                                 |                                      | 352,493                              |                          |                          |                          |
| 1970年（昭和45年）       |                                      | ←←←←                                 |                                      | 341,000                              |                          |                          |                          |
| 1971年（昭和46年）       |                                      | ←←←←                                 |                                      | 380,000                              |                          |                          |                          |
| 1972年（昭和47年）       |                                      | ←←←←                                 |                                      | 374,000                              |                          |                          |                          |
| 1973年（昭和48年）       |                                      | ←←←←                                 |                                      |                                      |                          |                          |                          |
| 1974年（昭和49年）       |                                      | ←←←←                                 |                                      |                                      |                          |                          |                          |
| 1975年（昭和50年）       |                                      | ←←←←                                 |                                      |                                      |                          |                          |                          |
| 1976年（昭和51年）       |                                      | ←←←←                                 |                                      |                                      |                          |                          |                          |
| 1977年（昭和52年）       |                                      | ←←←←                                 |                                      |                                      |                          |                          |                          |
| 1978年（昭和53年）       |                                      | ←←←←                                 |                                      |                                      |                          |                          |                          |
| 1979年（昭和54年）       |                                      | ←←←←                                 |                                      |                                      |                          |                          |                          |
| 1980年（昭和55年）       |                                      | ←←←←                                 |                                      |                                      |                          |                          |                          |
| 1981年（昭和56年）       |                                      | ←←←←                                 |                                      |                                      |                          |                          |                          |
| 1982年（昭和57年）       |                                      | ←←←←                                 |                                      |                                      | 11月16日                 | 1,127                    |                          |
| 1983年（昭和58年）       |                                      | ←←←←                                 |                                      |                                      | 11月8日                  | 1,081                    |                          |
| 1984年（昭和59年）       |                                      | ←←←←                                 |                                      |                                      | 11月6日                  | 884                      |                          |
| 1985年（昭和60年）       |                                      | ←←←←                                 |                                      |                                      | 11月12日                 | 923                      |                          |
| 1986年（昭和61年）       |                                      | ←←←←                                 |                                      |                                      | 11月11日                 | 854                      |                          |
| 1987年（昭和62年）       |                                      | ←←←←                                 |                                      |                                      | 11月10日                 | 869                      |                          |
| 1988年（昭和63年）       |                                      | ←←←←                                 |                                      |                                      | 11月8日                  | 941                      |                          |
| 1989年（平成元年）       |                                      | ←←←←                                 |                                      |                                      | 11月14日                 | 886                      |                          |
| 1990年（平成2年）        |                                      | ←←←←                                 |                                      |                                      | 11月6日                  | 951                      |                          |
| 1991年（平成3年）        |                                      | ←←←←                                 |                                      |                                      |                          |                          |                          |
| 1992年（平成4年）        |                                      | ←←←←                                 |                                      |                                      | 11月10日                 | 1,049                    |                          |
| 1993年（平成5年）        |                                      | ←←←←                                 |                                      |                                      |                          |                          |                          |
| 1994年（平成6年）        |                                      | ←←←←                                 |                                      |                                      |                          |                          |                          |
| 1995年（平成7年）        |                                      | ←←←←                                 |                                      |                                      | 12月5日                  | 956                      |                          |
| 1996年（平成8年）        |                                      | ←←←←                                 |                                      |                                      |                          |                          |                          |
| 1997年（平成9年）        |                                      | ←←←←                                 |                                      |                                      |                          |                          |                          |
| 1998年（平成10年）       |                                      | ←←←←                                 |                                      |                                      |                          |                          |                          |
| 1999年（平成11年）       |                                      | ←←←←                                 |                                      |                                      |                          |                          |                          |
| 2000年（平成12年）       |                                      | ←←←←                                 |                                      |                                      |                          |                          |                          |
| 2001年（平成13年）       |                                      | ←←←←                                 |                                      |                                      |                          |                          |                          |
| 2002年（平成14年）       |                                      | ←←←←                                 |                                      |                                      |                          |                          |                          |
| 2003年（平成15年）       |                                      | ←←←←                                 |                                      |                                      |                          |                          |                          |
| 2004年（平成16年）       |                                      | ←←←←                                 |                                      |                                      |                          |                          |                          |
| 2005年（平成17年）       |                                      | ←←←←                                 |                                      |                                      | 11月8日                  | 955                      |                          |
| 2006年（平成18年）       |                                      | ←←←←                                 |                                      |                                      |                          |                          |                          |
| 2007年（平成19年）       |                                      | ←←←←                                 |                                      |                                      |                          |                          |                          |
| 2008年（平成20年）       |                                      | ←←←←                                 |                                      |                                      | 11月18日                 | 982                      |                          |
| 2015年（平成27年）       |                                      | ←←←←                                 |                                      |                                      | 11月10日                 | 900                      |                          |
| 2018年（平成30年）       |                                      | ←←←←                                 |                                      |                                      | 11月13日                 | 769                      |                          |

## デマンドバス
- 養老町オンデマンドバス

養老町内を結ぶバス。利用には事前に利用者登録が必要。

## 駅周辺
当駅北東約300メートルほどの地点では、共に揖斐川の支流である牧田川と杭瀬川が合流しているが、養老線も当駅の大外羽駅寄りで最初に牧田川、次に杭瀬川と二つの川をまとめて渡っている。この牧田川橋梁ではかつて、1888年（明治21年）製で元国鉄で使われていたものを近鉄が譲受したという歴史あるトラス橋梁が用いられていたが、1997年（平成9年）の当駅付近の高架化に伴い使用されなくなり、その後はその一部が切り取られて当駅の駅前で展示されている。なお、牧田川は養老町と大垣市の境でもある。
周囲は田圃の広がる田園地帯で、集落が散在している。国道258号までは当駅から南東へ約3km。
- 岐阜県立大垣養老高等学校（旧岐阜県立大垣農業高等学校）
- 国土交通省中部地方整備局木曽川上流河川事務所牧田川出張所
- 大垣市役所浅草支所
- 牧田川
- 杭瀬川
- 江西排水路

## 隣の駅
養老鉄道
■養老線
美濃高田駅 - 烏江駅 - 大外羽駅